# Хидроакумулација Спајићи
Хидроакумулација Спајићи се налази у Заовинама, на Тари, настала је преграђивањем Белог Рзава, као висинска сабирна акумулација која настаје од процеђене воде из језера „Бели Рзав”, Змајевачке реке и Поповића потока, у склопу предела изузетних одлика Заовине.
Површина језера износи око 11ha. Налази се одмах испод бране језера „Бели Рзав”. Језеро подлеже посебним правилима риболова и на њему је могућа промена концепта газдовања у складу са евентуално новонасталом ситуацијом. Уз изузетан амбијентални изглед у њену се могу ловити крупни примерци клена уз ужитак вечног надмудривања риболовца и рибе. Риболов се обавља искључиво вараличарским и мушичарским прибор са удицама без повратне куке.